# Henryk Baczko

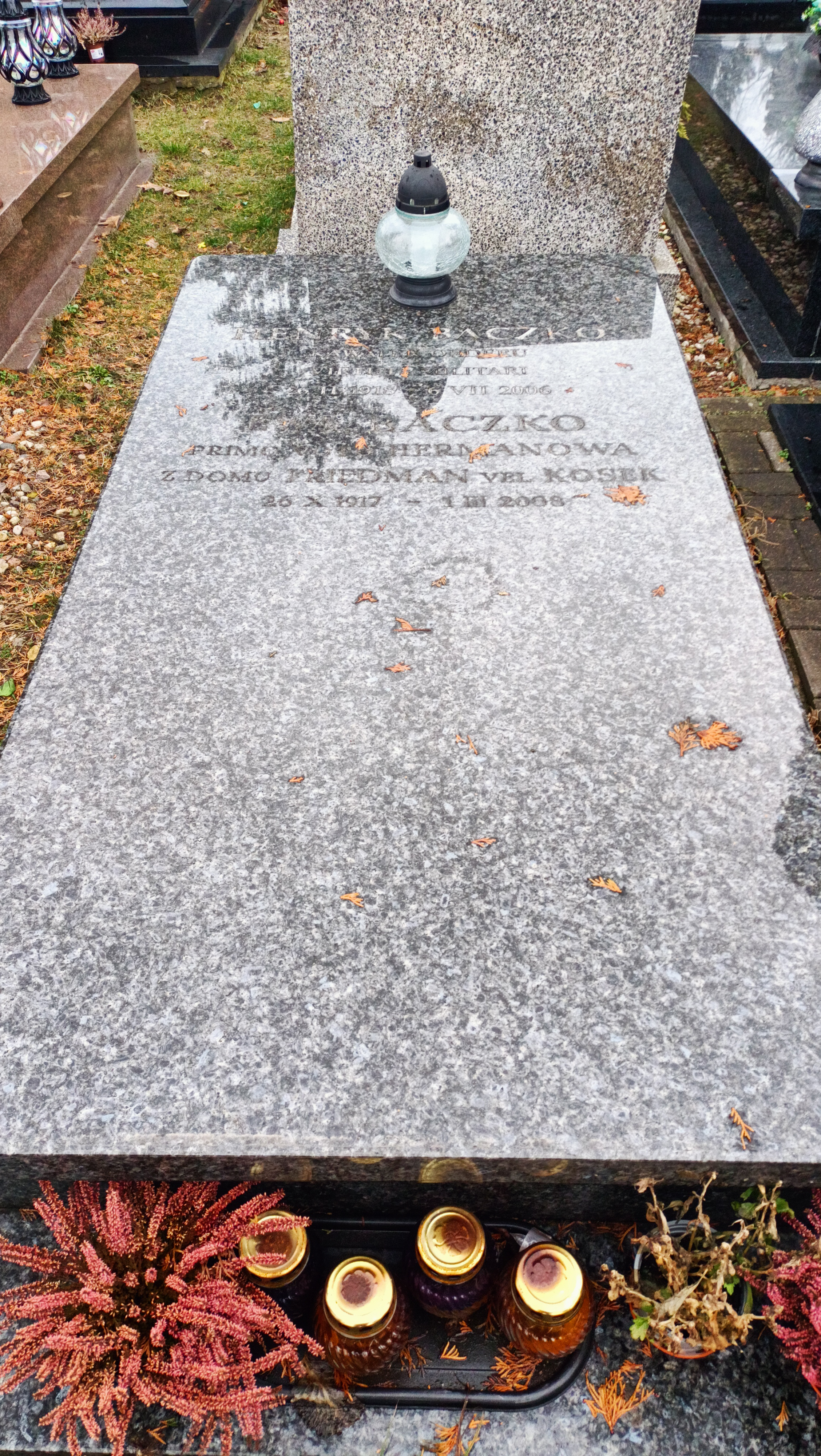
Grób Henryka Baczko na Cmentarzu Wojskowym na Powązkach

Henryk Baczko (właściwie Hern/Hersza Baczko, ur. 26 lutego 1918 w Warszawie lub Moskwie, zm. 6 lipca 2006) – polski działacz partyjny i państwowy oraz inżynier telekomunikacji narodowości żydowskiej, doktor nauk technicznych, podpułkownik Ludowego Wojska Polskiego, uczestnik II wojny światowej, podsekretarz stanu w Ministerstwie Łączności (1962–1974).

## Życiorys
Syn Adama (Abrahama) i Tauby, brat filozofa i podpułkownika LWP Bronisława Baczki. Jego rodzice prowadzili zakład włókienniczy, oboje zginęli w czasie wojny W 1935 ukończył gimnazjum w Warszawie, od 1936 do 1939 studiował w Państwowej Wyższej Szkole Budowy Maszyn i Elektrotechniki im. Hipolita Wawelberga i Stanisława Rotwanda. Przed wojną działał w organizacjach komunistyczych i żydowskich: Komunistycznym Związku Młodzieży Polski (m.in. jako technik na Mokotowie), po jego likwidacji w Organizacji Młodzieży Socjalistycznej „Życie”, Warszawskim Komitecie Antyghettowym i w żydowskich organizacjach studenckich na uczelni.
Po wybuchu II wojny światowej przeniósł się na Politechnikę Lwowską (1939–1941), później studiował też przez rok w Syberyjskim Instytucie Metalurgicznym w Stalińsku (1942–1943). W połowie 1941 ewakuował się do Kijowa, gdzie wstąpił jako ochotnik do Armii Czerwonej i od lipca do września 1941 walczył na froncie ukraińskim w 25 Batalionie Saperów. Potem przeniesiony do batalionu pracy, pracował jako elektrospawacz w mieście Jurga, następnie na studiach w Stalińsku. Został żołnierzem Ludowego Wojska Polskiego, od stycznia 1944 w randze oficera polityczno-wychowawczego. Od lutego 1945 zastępca dowódcy w 8 Bydgoskiego Pułku Piechoty, od maja 1945 szef w 3 Pomorskiej Dywizji Piechoty im. Tadeusza Kościuszki. W ramach 1 Frontu Białoruskiego przeszedł szlak bojowy od Oki do Berlina. Uczestniczył w walkach o przyczółek czerniakowski, podczas których został ranny.
Od czerwca 1944 należał do Polskiej Partii Robotniczej, od 1948 do Polskiej Zjednoczonej Partii Robotniczej. Po powrocie do Polski od marca 1946 starszy instruktor Wydziału Wyszkolenia Głównego Zarządu Polityczno-Wychowawczego Wojska Polskiego. W latach 1948–1951 wicedyrektor Biura Wojskowego w Ministerstwie Poczt i Telegrafów. W międzyczasie kontynuował studia w Szkole Inżynierskiej (1947–1948), w 1954 otrzymał tytuł inżyniera elektryka (specjalisty radiotechniki) na Politechnice Warszawskiej, do której włączono tę uczelnię. Został zatrudniony w Ministerstwie Łączności jako szef Departamentu Wojskowego (1951–1956). dyrektor generalny (marzec 1956 – maj 1962) oraz podsekretarz stanu (maj 1962 – wrzesień 1974). Ponadto w latach 1972–1974 przewodniczył Komisji Naukowej ds. Międzynarodowego Doradczego Komitetu Telegraficznego i Telefonicznego. W 1975 obronił pracę doktorską dotyczącą sieci telekomunikacyjnej. Po zakończeniu pracy w resorcie przeszedł na emeryturę i podjął pracę naukową w Instytucie Łączności (do ok. 1975). Później pracował w strukturach Międzynarodowego Związku Telekomunikacyjnego, był również doradcą premiera Tadeusza Mazowieckiego.
Został pochowany na Cmentarzu Wojskowym na Powązkach. Autor co najmniej jednej książki wspomnieniowej.